# Disparant als gossos
Disparant als gossos (títol original en anglès: Shooting Dogs) és una pel·lícula britànico-alemanya dirigida per Michael Caton-Jones i estrenada l'any 2005. Amb John Hurt, Hugh Dancy i Claire-Hope Ashitey. Ha estat doblada al català.
El film es basa en les experiències de David Belton, que treballava per a BBC News a Rwanda durant el genocidi ruandès. Belton és coguionista del film i un dels seus productors. L'acció del film té lloc a l'Escola Tècnica Oficial (ETO) a Kigali, a Rwanda, l'any 1994. Hurt juga el paper d'un prevere catòlic (vagament basat en Vjekoslav Ćurić) i Dancy, un professor d'anglès. Són tots dos europeus, i queden atrapats en els esdeveniments del genocidi.
Contràriament a Hotel Rwanda, filmat a Sud-àfrica amb actors sud-africans, el film va ser rodat en els llocs d'origen de les escenes que pinta. Destacar igualment que molts supervivents de la massacre han estat utilitzats a l'equip de producció i com a actors per papers menors. Les accions penals contra Bèlgica estan extintes des de 2010, però les accions civils estan encara en curs l'any 2018.
El títol del film fa referència a les accions dels soldats de l'ONU que van fer foc sobre els gossos errants que esquinçaven els cadàvers. Mentre que els soldats de l'ONU no van ser autoritzats a disparar contra els extremistes hutus que havien causat les morts, els trets contra els gossos és símbol de la bogeria de la situació que el film intenta explicar.

## Argument
L'any 1994, Joe Connor, jove professor anglès, firma a l'Escola Tècnica Oficial de Kigali, portada per Christopher, prevere catòlic anglès també. La nit del 6 al 7 d'abril, mentre el president Juvénal Habyarimana acaba de morir en un atemptat, 2000 tutsis, tement per l'apropament del genocidi a Rwanda, es refugien a l'escola. Els dies següents, Joe i Christopher assistiran impotents a l'evacuació dels occidentals pels soldats francesos, a continuació a la sortida dels cascos blaus entre els quals dels soldats belgues, deixant la via lliure als assassins hutus.

## Repartiment
- John Hurt: Christopher
- Hugh Dancy: Joe Connor
- Dominique Horwitz: Capità Charles Delon
- Louis Mahoney: Sibomana
- Nicola Walker: Rachel
- Steve Toussaint: Roland
- David Gyasi: François
- Susan Nalwoga: Edda
- Victor Power: Julius
- Jack Pierce: Mark
- Musa Kasonka Jr.: Boniface
- Kizito Ssentamu Kayiira: Pierre
- Clara-Hope Ashitey: Marie

## Rebuda
- Premis 2005
  - BAFTA: Nominada a millor debut d'un escriptor, director o productor britànic
  - British Independent Film Awards (BIFA): Nominada a Millor director
- Crítica: "L'evident interès polític i humà de la pel·lícula es veu perjudicat per com és d'explícit el discurs. (...) el més que interessant punt de vista dels religiosos catòlics està resolt de forma intranscendent amb un missatge de catecisme per a nens de primària."[4]

## Reconstitució
El film ha estat rodat en els mateixos llocs dels esdeveniments, en col·laboració amb els supervivents de la massacre, de la qual l'escola en va ser el teatre

## Diferències amb la realitat
El film anuncia la mort de dos cascos blaus belgues. Eren en realitat deu. La versió anglesa parla de 10 soldats.